# 2015高雄電影節
2015高雄電影節於2015年10月23日至11月8日在台灣的高雄舉辦，主題為「愚樂時代」。

## 年度主題：愚樂世界
- 聖杯傳奇 數位版
- 蒙地蟒蛇脫線音樂劇
- 回到未來1 修復版
- 回到未來2 修復版
- 名模大間諜 數位版
- 奇幻城市 數位版
- 鄉民遇上冒牌鬼
- 愚樂公路
- 脫線大賤諜
- 全力扣殺
- 戀愛腦內高峰會

## 大師致敬
- 喜劇之王-卓別林 經典修復
- 夢之瘋景-大衛·林區經典短片選
- 童話異境-洛特·蕾妮格的剪紙動畫精選

## 焦點影人
- 幻想鬼才-米歇爾·龔特利的愛顛癡狂
- 荒誕天地-維特·漢米爾（英语：Veit Helmer）的童心浪漫
- 愚樂世界-詹姆斯·康寧罕（英语：James Cunningham (director)）的影像魔幻

## 台灣越界
- 台灣越界
- 高雄拍
- 影像高雄
- 愚樂世界3x3音樂極短篇

## 國際視窗
- 國際視窗
- 東京國際短片節精選
- 香港四非
- 英倫短打
- 未來之光

## 瘋狂世界
- 瘋狂世界

## 孩子幻想國
- 孩子幻想國
- 克萊蒙費洪兒童短片精選
- 童話童樂園

## 人民力量
- 人民力量

## 競賽短片
- 台灣短片A
- 台灣短片B
- 台灣短片C
- 動畫短片A
- 動畫短片B
- 紀錄短片
- 奇幻短片A
- 奇幻短片B
- 家庭短片
- 情慾短片
- 人生短片A
- 人生短片B

## 外部連結
- 高雄電影節·歷年影展·2015